# José Ignacio Sánchez Galán
José Ignacio Sánchez Galán (né en 1950) , plus connu sous le nom d'Ignacio Galán, est un homme d'affaires espagnol qui occupe actuellement le poste de président d'Iberdrola, une multinationale du secteur de l'énergie présente dans des dizaines de pays à travers le monde, avec des filiales telles que ScottishPower au Royaume-Uni, Avangrid aux États-Unis, Neoenergia au Brésil, Iberdrola Australia en Australie et Iberdrola Mexico.

## Biographie et études
Galán est né en 1950 à Salamanque, en Espagne. Jeune, il s’installa à Madrid pour étudier l'ingénierie industrielle à la Escuela Técnica Superior de Ingenieros ICAI, rattachée à la Universidad Pontificia de Comillas.
Galán est également titulaire d'un diplôme en administration et gestion des entreprises de l'école de commerce ICADE, ainsi que d'un diplôme en administration des entreprises et commerce international de l'école de commerce EOI, tout en étant résidant à la CMU Loyola de Madrid durant ces années. Il parle anglais, français, italien et portugais. Il est marié et père de quatre enfants.

## Carrière Professionnelle

### Premières années
La carrière de Galán débute en 1972 à la Sociedad Española del Acumulador Tudor, où il occupe divers postes de direction et dirige l'expansion internationale de l'entreprise.
Au début des années 1990, Galán se retrouve à la tête d'Industria de Turbopropulsores (ITP)  et ce, dès sa création. De 1993 à 1995, il occupe le poste de président d'Eurojet, un consortium européen connu pour la fabrication et le développement des moteurs Eurojet 200 installés dans l'Eurofighter. Il devient ensuite PDG d'Airtel Móvil,.

### Carrière chez Iberdrola
En 2001, il est nommé vice-président exécutif et PDG d'Iberdrola, sous la présidence d'Íñigo de Oriol e Ybarra . En 2006, il devient président exécutif d'Iberdrola.
En tant que président et conseiller délégué d'Iberdrola, il bénéficie d’une rémunération totale de 6,17 millions d'euros en 2015, avec des actions estimées à  3,2 millions d'euros. Lors de l'assemblée générale annuelle des actionnaires d'Iberdrola de 2016 (qui s'est tenue le 8 avril), le vote consultatif sur le rapport annuel sur la rémunération des administrateurs a été soutenu à 97,84 % par les actionnaires présents à l'assemblée, faisant de Galán España le cinquième dirigeant le mieux rémunéré en 2015.
Il est également professeur invité à l'université de Strathclyde à Glasgow  et a été chargé de cours à l'école d'ingénierie industrielle de l'ICAI. En 2012, il est nommé président du conseil social de l'université de Salamanque. Il est également membre du conseil consultatif présidentiel du Massachusetts Institute of Technology (MIT) et administrateur de la fondation universitaire Comillas-ICAI.
Ignacio Sánchez Galán préside le groupe électricité du Forum économique mondial (Davos) dont il fait partie et est membre de la Table ronde européenne des industriels ainsi que du groupe qui réunit les principales compagnies d'électricité d’Europe.

## Autres activités
Conseils d'administration
- JPMorgan Chase, membre du conseil d'administration international (depuis 2018) [10]

Organisations à but non lucratif
- Forum économique mondial (WEF), président du Pôle électricité.
- Institut Royal Elcano d'études nationales et stratégiques, membre du conseil d'administration.
- Table ronde européenne des industriels (ERT), membre du conseil d'administration et du comité directeur.
- Renewable Hydrogen Coalition (RHC), président.

## Prix et reconnaissances
Galán a reçu de nombreux prix et distinctions tout au long de sa carrière. En 2011, il reçoit un doctorat honorifique de l'université d'Édimbourg et de l'université de Salamanque  pour sa "capacité avérée à susciter le changement et l'innovation et sa vision de l'avenir".
En 2013, il reçoit un doctorat honorifique en sciences de l'université de Strathclyde à Glasgow. Il est également membre du Global Scot, un réseau international du gouvernement écossais regroupant les chefs d'entreprise les plus engagés dans le développement économique de l'Écosse.
Tout au long de sa carrière, il reçoit de nombreuses distinctions, dont les suivantes: L'un des 100 PDG inclus dans le Brand Finance Brand Guardianship Index 2021; sélectionné parmi les cinq meilleurs PDG du monde dans le Harvard Business Review Ranking; reconnu comme l'un des 10 PDG les plus influents dans la lutte contre le changement climatique, selon Bloomberg; meilleur PDG au sein de la catégorie des services publics (pour la onzième fois) selon Institutional Investor Research Group 201 et meilleur PDG des services publics européens et des sociétés espagnoles cotées en bourse en matière de relations avec les investisseurs, selon Thomson Extel Survey 2011.
Pendant trois années consécutives, IR Magazine (2003-2005) l'a nommé "Meilleur PDG dans le domaine des relations avec les investisseurs". Ce prix est décerné sur la base d'avis recueillis auprès d'analystes du marché boursier et de gestionnaires de fonds d'investissement. Il a également été nommé "Meilleur PDG de l'année" en 2006 lors des Platts Global Energy Awards.
En 2008, il a été nommé "Business Leader of the Year" par la Chambre de commerce Espagne-États-Unis  et a également reçu le "International Economics Award" de la Fondation Cristóbal Gabarrón la même année. De plus, il est désigné Consul de Bilbao pour la Chambre de commerce de Bilbao et reçoit la Médaille d'or de la ville de Salamanque en 2013 ainsi que la Médaille d'or de la province de Salamanque en 2009.
En 2011, il reçoit la distinction Lagun Onari, décernée par le gouvernement basque à des personnalités non basques en reconnaissance de sa contribution au développement du Pays basque.
En 2014, il reçoit le "Prix du capitalisme responsable" décerné par le First Group. La même année, la reine Élisabeth II du Royaume-Uni le fait distinguer en lui remettant la décoration honorifique de "Commander of the Most Excellent Order of the British Empire",.
En décembre 2016, Ignacio Galán reçoit la médaille d'honneur de Real Academia Nacional de Medicina (RANM) des mains de Joaquín Poch, son président, qui salua les efforts d'Iberdrola en faveur du développement technologique et de la recherche, ainsi que sa contribution à la promotion de l'emploi dans notre pays.
En 2019, il reçoit le Prix national de l'innovation et du design 2019, dans sa modalité Trajectoire innovante, décerné par le ministère des Sciences, de l'Innovation et des Universités ; le Prix León d'El Español pour la meilleure gestion d'entreprise 2019 ; il fut sélectionné parmi les cinq meilleurs PDG du monde dans le classement 2019 de la Harvard Business Review et fut reconnu comme l'un des 10 PDG les plus influents du monde dans la lutte contre le changement climatique, d'après Bloomberg.
En 2020, il reçoit le prix Alfonso de Salas de la personnalité économique de l'année, décerné par le journal el Economista , le prix du leadership en gestion décerné par l'Association espagnole pour la qualité (AEC), le prix d'honneur des VII Prix du meilleur dirigeant de Castille-et-León, organisé par Castilla y León Económica, le prix Forinvest 2020 pour la carrière professionnelle  et le prix national de l'innovation et du design pour la carrière innovante, décerné par le ministère des Sciences, de l'Innovation et des Universités.
En 2023, il reçoit la médaille d'honneur décernée par l'Association mondiale des juristes et le prix du leadership ESG (facteurs environnementaux, sociaux et de gouvernance d'entreprise) décerné par la Foreign Policy Association de New York.

## Liens Externes
Page de José Ignacio Sánchez Galán chez Iberdrola